# Ленинопад
В данной статье перечислены памятники Ленину, снесённые на Украине в период Евромайдана, а также последующей декоммунизации с 2016 года. Существует мнение, что снос или сохранение памятников Ленину является символическим отражением разрыва с советским прошлым или отсутствием такового (см.). Данные события получили неофициальное название «ленинопад».

## Предпосылки сноса
Снос памятников Ленину на Украине происходил в несколько этапов. В областях Западной Украины памятники были демонтированы вскоре после провозглашения независимости в 1991 г., а в некоторых городах ещё и в 1990-м.
Первая волна сноса памятников Ленину прошла в областях на Западной Украине в 1990—1991 годах. Тогда же был демонтирован памятник в Киеве на площади Октябрьской Революции — современном Майдане Независимости.
В 2009 году Президент Украины Виктор Ющенко подписал указ № 432/2009 «О дополнительных мерах по увековечению памяти жертв Голодомора 1932—1933 годов на Украине», одним из положений которого было принятие в установленном порядке дополнительных мер по демонтажу памятников и памятных знаков, посвящённых лицам, причастным к организации и осуществлению голодоморов и политических репрессий на Украине, а также по переименованию в установленном порядке населенных пунктов, улиц, площадей, переулков, проспектов, парков и скверов в населенных пунктах Украины, названия которых связаны с именами таких лиц.
С 2009 года до начала событий Евромайдана во исполнение этого указа было демонтировано несколько памятников Ленину, однако в большинстве городов и сел Украины местная власть не выполняла положения закона.

### Снос в период политического кризиса 2013—2014 года
Массовый снос, демонтаж и повреждения памятников Ленину в центральных областях Украины имели место в ходе политического кризиса зимой 2013—2014 гг. Процесс получил образное название «Ленинопад» (укр. «ленінопад»). Памятники Ленину были снесены, демонтированы или повреждены в десятках населенных пунктов (см. список ниже). Восточную Украину (и особенно Крымский полуостров) процессы сноса коснулись в меньшей степени.

Ленинопад сначала прошел по центральной Украине. Летом и осенью 2014 года центром Ленинопада стали восточные области Украины. в Луганской и Донецкой областях часть памятников была разрушена во время боевых действий, а часть после занятия населенных пунктов украинскими частями.

### Статистика
Количество памятников Ленину на Украине в 1991 году оценивалось в 5500.
В начале декабря 2013 года из них осталось 2178, более половины памятников были снесены. С 8 декабря 2013 по 5 августа 2015 снесены ещё 778 памятников Ленину.
На конец мая 2016 года на Украине оставалось менее 1000 памятников Ленину.
К августу 2017 года в рамках декоммунизации в городах на территории Украины, подконтрольной Киеву, были демонтированы все 1320 учтённых памятников Ленину. Могли остаться памятники на территории предприятий и в сельской местности, которые не значатся в реестрах и будут демонтироваться по мере обнаружения. Несколько десятков больших монументальных скульптур планируется сохранить для музея монументальной пропаганды СССР.

## Сопротивление сносу памятников Ленину
В некоторых случаях снос памятников Ленину встретил сопротивление населения и части членов Коммунистической партии Украины. в то же время некоторые члены Коммунистической партии Украины в 2014 году поддержали снос памятников и перенос их в музеи, как пояснил руководитель Днепродзержинской организации КПУ С. Ткаченко, «чтобы хотя бы сохранить для истории».
Сопротивление сносу выразилось в форме осквернения памятников украинским националистам, возведённых на месте снесённых коммунистических монументов. Так в 2013 году были повреждены памятники Роману Шухевичу и Степану Бандере во Львовской, Ивано-Франковской и Ровненской областях.

## Политическое значение

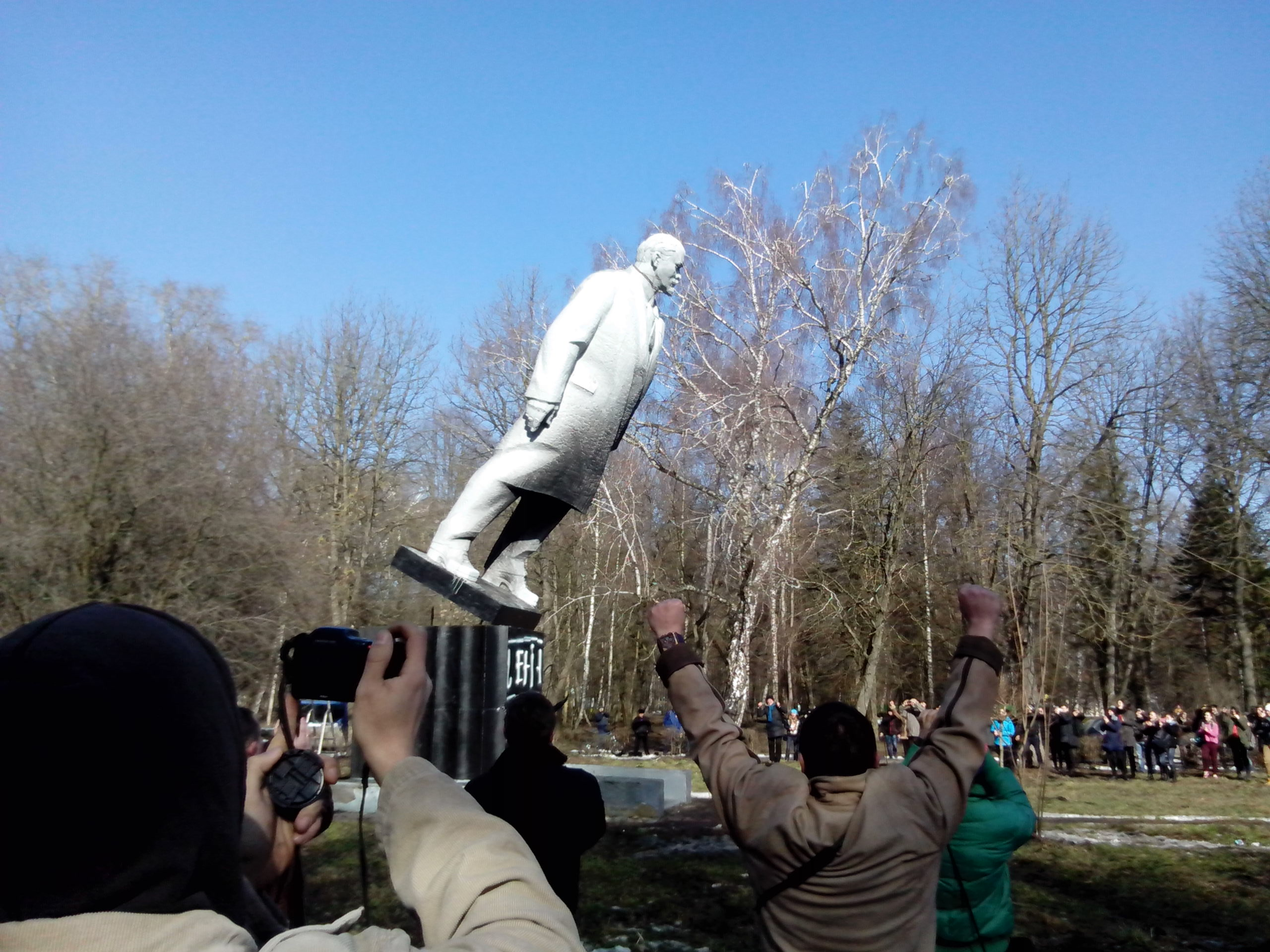
Памятник Ленину в момент падения. Хмельницкий, 21 января 2014 года

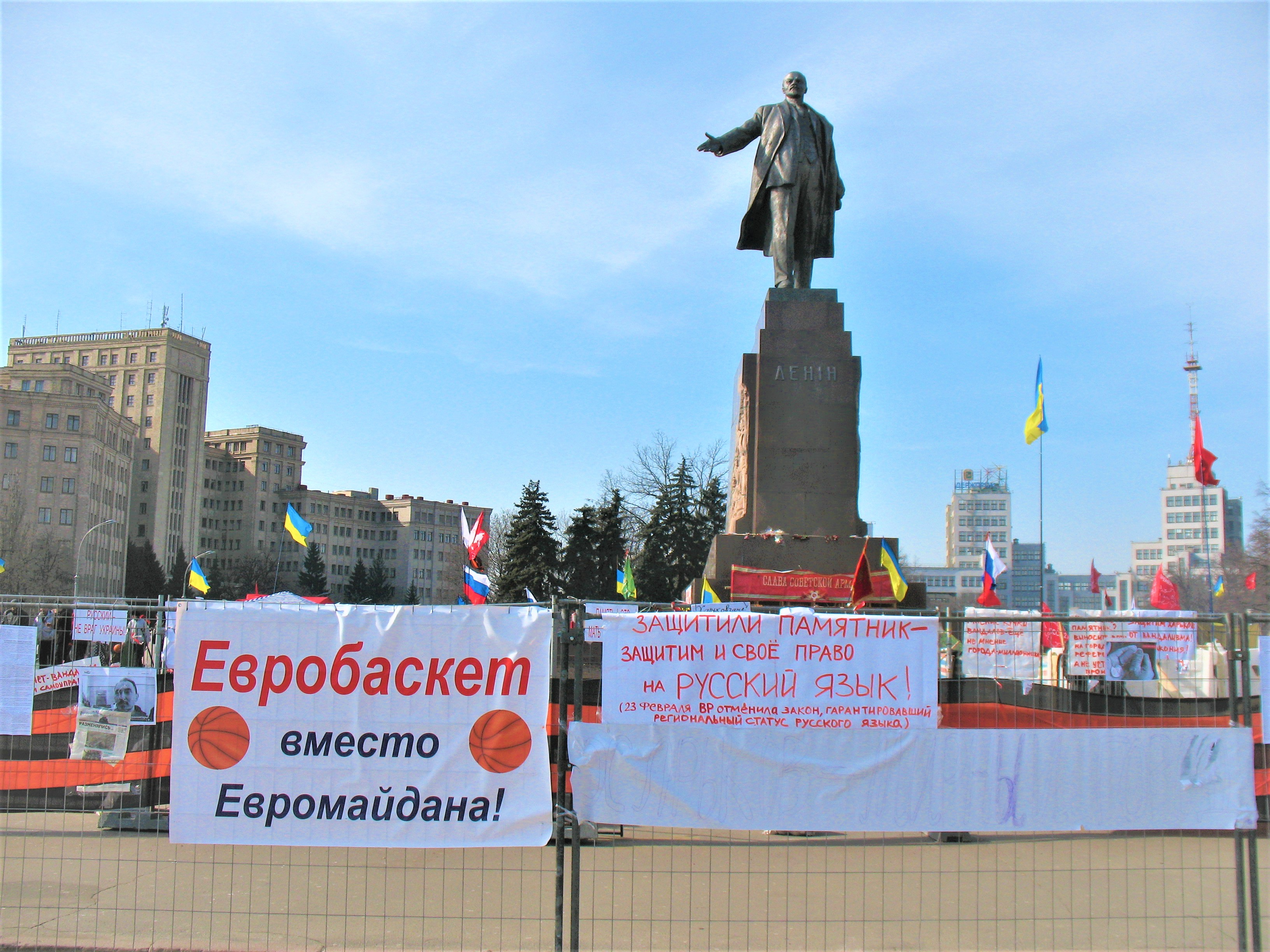
Протесты против сноса в Харькове. 28 февраля 2014 года

Памятники Ленину оцениваются по-разному представителями разных политических течений Украины. Одни считают их «символом тоталитарного советского прошлого», и как таковые, подлежащими безусловному уничтожению, другие указывают на художественную или материальую ценность монументов, третьи вообще не считают негативное отношение к коммунистическому прошлому правильным. Так, лидер компартии Украины Пётр Симоненко назвал демонтаж памятника Ленину в Киеве актом вандализма. По его мнению, эта акция направлена на разжигание ненависти в украинском обществе и раздел страны.
С другой стороны, украинский писатель Виталий Капранов высказал сомнение в художественной ценности монумента и его уместности в столице Украины:

Символы империи, символы тирании, символы оккупации должны быть устранены с городских улиц <…> Некоторые [памятники] надо оставить в назидание потомкам, чтобы потомки понимали, какое зло представляют собой коммунизм и коммунистическая империя. Но очистить улицы от таких монументов, конечно, нужно однозначно.
— «Писатель Виталий Капранов – о Ленине в Киеве», Радио Свобода, 30 апреля 2014
В январе 2015 года министр культуры Украины Вячеслав Кириленко заявил, что «государство не будет противодействовать, а наоборот, всячески способствовать любым общественным инициативам, которые будут бороться за очищение Украины от этих реликтов тоталитарного прошлого».

## Правовой аспект
3 апреля 2014 года начальник УМВД Украины в Николаевской области Юрий Седнев сообщил о том, что уголовные производства по факту сноса памятника Ленину закрываются в связи с отсутствием состава преступления. Произошло это вследствие того, что ценность данного памятника по данным горисполкома составляет 0 гривен, а сам он не является культурным наследием. Тем самым никакого дальнейшего хода судопроизводства по возможным статьям уголовного кодекса Украины 194 (умышленное уничтожение, повреждение чужого имущества, которое причинено в больших размерах) и ч. 2 ст. 298 (умышленное незаконное уничтожение, разрушение или повреждение объектов культурного наследия или их частей) произвести невозможно.

## Хронология сноса памятников

### 2013
8 декабря 2013 — Киев. Со второй попытки был демонтирован Памятник Ленину в Киеве. Ответственность за это взяло на себя Всеукраинское объединение «Свобода».
9 декабря 2013 — Котовск(Подольск), Одесская область. Разбит.

### 2014
4 января 2014 — Андреево-Иваново, Радзельнянский Район, Одесская область.
11 января 2014 — Кривой Рог. Неподалёку от железнодорожной станции Кривой Рог-Западный неизвестные снесли бюст Ленина
20 января 2014 — Татарбунары, Одесская область. «Саморазрушился».
1 февраля 2014 — Чернобай, Черкасская область. Неизвестные частично демонтировали бюст Ленина.
6 февраля 2014 — Сумы. Официально убрали с постамента скульптуру Ленина.
16 февраля 2014 — Пирятин. Памятнику Ленину отбили нос. Рядом лежала записка с текстом: «С любовью от пирятинцев! Святой Валентин».
26 февраля 2014 — ликвидирован последний памятник Ленину в Киеве, расположенный в поселке ДВРЗ.
- В Винницкой области памятнику Ленину снесены в следующих городах: Ильинцы[19], Хмельник[источник не указан 4094 дня], Тульчин[источник не указан 4094 дня], Калиновка[20], Казатин[источник не указан 4094 дня], Немиров[источник не указан 4094 дня], Гайсин[источник не указан 4094 дня], Погребище[21].
- В Волынской области снесли памятник на территории шахты в Нововолынске[22] и в Маневичи — последний на Волыни[23].
- В Житомирской области снесены памятники в г. Коростышев[24], в пгт Любар[25] и Чоповичи[источник не указан 4092 дня]. В Житомире на Соборной площади, активисты «Правого сектора[нет в источнике][источник не указан 3315 дней] скинули с постамента памятник Ленину[26].
- В Киевской области активисты снесли памятники в городах Боярка[27], Борисполь[28], Бровары[29], Белая Церковь[30],Сквира[31], Переяслав-Хмельницкий[источник не указан 4094 дня], Фастов[источник не указан 4094 дня].

#### Полтавская область
- Полтава. Повален памятник Ленину.[32][33].
- Кременчуг. Демонтирован памятник Ленину[источник не указан 4094 дня].

#### Хмельницкая область
- Хмельницкий. Снесено сразу три памятника Ленину — два активистами, ещё один на территории завода «Новатор» — рабочими завода[34].
- Волочиск. У скульптуры Ленина отломили голову[35].
- Староконстантинов. 21 февраля демонтировали памятник Ленину[36].

#### Черниговская область

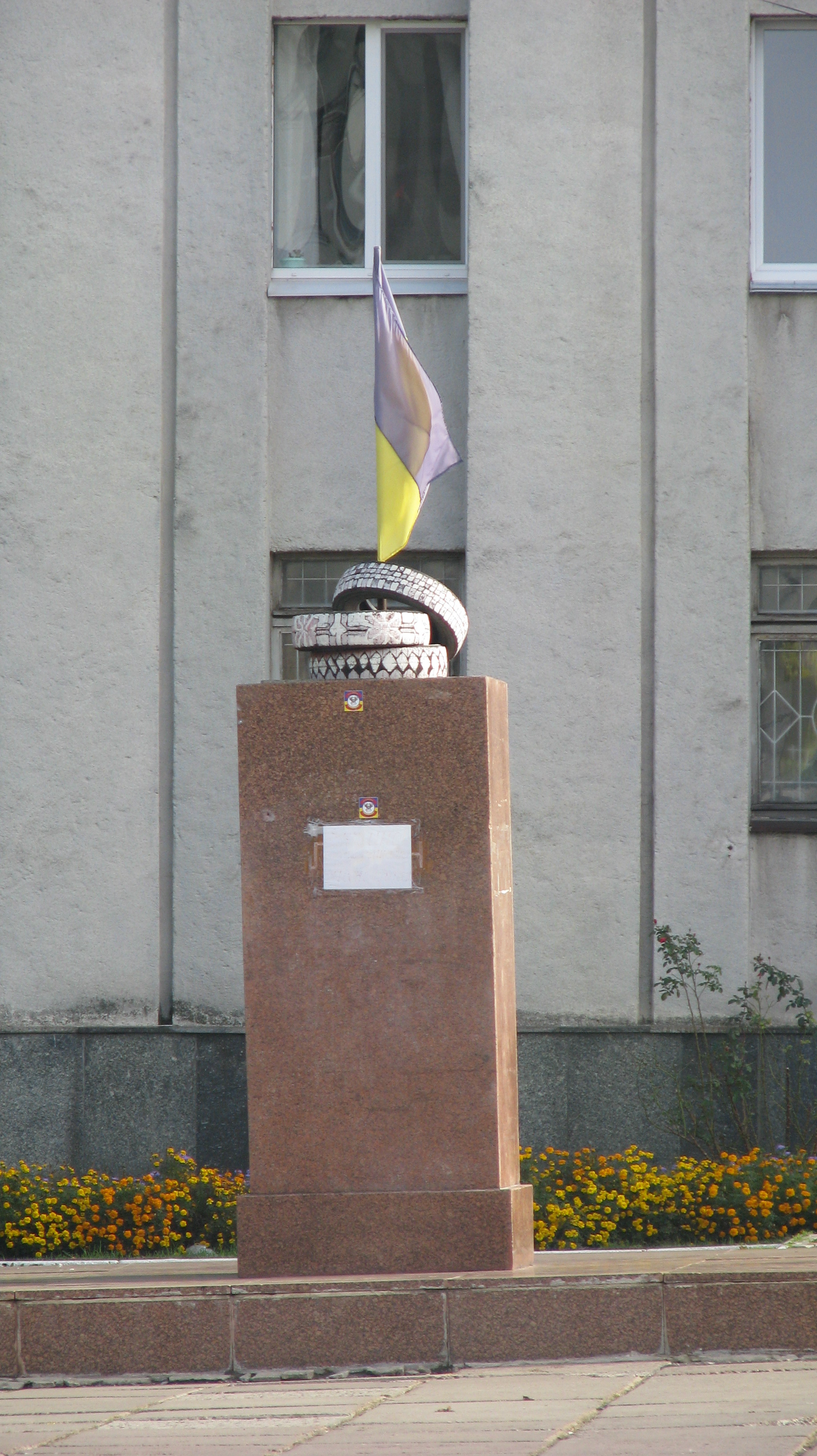
Постамент снесённого памятника Ленину возле горсовета Нежина

- Нежин. Демонтирован памятник Ленину[37] (см. фото).
- Чернигов. Демонтирован памятник Ленину[38].
- Козелец. Снесён памятник Ленину[38].
- Остер. Снесён памятник Ленину[38].
- село Кобыжча. Снесён памятник Ленину
- Носовка. Снесён памятник Ленину

#### Николаевская область
- Николаев. Снесено 2 памятника Ленину. Также снесено более трёх памятников Ленину в Николаевской области (Вознесенск, Первомайск, Баштанка). Повреждён памятник Ленину в пгт. Березанка (повреждена часть правой руки)[39][40][41].
- Первомайск. Демонтирован памятник Ленину[42]
- Доманёвка. Снесён памятник Ленину
- Кривое озеро. Демонтирован памятник Ленину
- Вознесенск. Снесён памятник Ленину[43]
- Новая Одесса. Снесён памятник Ленину[43]
- Снигирёвка. Снесён памятник Ленину[44]
- Баштанка. Демонтирован памятник Ленину
- Казанка. Снесён памятник Ленину 13.04.2015

#### Винницкая область
- Бершадь. Снесён памятник Ленину[источник не указан 4094 дня].
- Жмеринка. Снесены два памятника Ленину[источник не указан 4094 дня].
- Шаргород. Снесён памятник Ленину[источник не указан 4094 дня].
- Литин. Снесён памятник Ленину[источник не указан 4094 дня].

#### Днепропетровская область
- Днепр. Активисты собрались 21 февраля в 18:00 на площади Ленина с целью снести памятник. Около 20 часов на площади приняли два решения:

1. Снести памятник Ленину на основании Указов Президентов Украины об запрете символов тоталитаризма и особ, причастных к организации Голодомора 1932—1933 годов.
2. Переименовать Площадь Ленина в Площадь Героев Майдана.

- Днепродзержинск. 22 февраля демонтирован памятник Ленину, вывезен в городской исторический музей.

#### Житомирская область
- Андрушёвка. Снесён памятник Ленину. Сельский голова поддерживал эту идею[источник не указан 4094 дня].
- Бердичев. Снесён памятник Ленину[45].
- Коростень. Демонтирован памятник Ленину.[46].
- Малин. Снесён памятник Ленину[47].
- Романов. Снесён памятник Ленину[48].
- Чуднов. Снесён памятник Ленину[48].
  - село Будычани. Снесён памятник Ленину[источник не указан 4094 дня].

#### Закарпатская область
- Ганичи. Демонтирован памятник Ленину — последний в регионе[49].

#### Кировоградская область
- Кропивницкий. Снесён памятник Ленину[50].
- Александрия. Снесено 3 памятника Ленину[источник не указан 4094 дня].
- Пантаевка. Снесён памятник Ленину[источник не указан 4094 дня].
- Новомиргород. Демонтирован памятник Ленину.

#### Одесская область
- Одесса. Памятник Ленину, расположенный на территории одесского завода «Прессмаш» был переделан в памятник Дарту Вейдеру[51].
- Ананьев. Демонтирован[52].
- Андреево-Ивановка. Саморазрушился[53].
- Балта. На месте памятника Ленину установлен бюст Тараса Шевченко. Памятник Ленину перенесли на территорию районного исторического музея[54].
- Великая Михайловка. Демонтирован и спрятан членами районной организации Компартии Украины[55].
- Вилково. Снесён[56].
- Любашёвка. Снесён; на его месте установлен памятник Тарасу Шевченко[55].
- Саврань. Снесён[57].
- Захарьевка. Демонтирован и спрятан членами районной организации Компартии Украины[55].
- Цебриково. Снесён[55].

#### Полтавская область
- Зубани. Снесён памятник Ленину.[58]
- Миргород. Снесён памятник Ленину.[59]
- Лубны. Снесён памятник Ленину.[60]
- Гадяч. Демонтирован памятник Ленину.[61]
- Кременчуг. Официально демонтирован памятник Ленину[источник не указан 4094 дня].

#### Сумская область
- Сумы. Демонтирован последний памятник Ленину в городе[62].

#### Херсонская область
- Херсон. Снесён памятник Ленину[63].
- Новая Каховка. Демонтирован памятник Ленину[источник не указан 4094 дня].
- Алёшки. Снесён памятник Ленину[64]
- Новотроицкое. Демонтирован памятник Ленину
- Голая Пристань. Демонтирован памятник Ленину[65]
- Нововоронцовка. Демонтирован памятник Ленину
- Каховка. Демонтирован памятник Ленину[66]
- Чернобаевка. Демонтирован памятник Ленину
- Станислав. Демонтирован памятник Ленину

#### Донецкая область
- 14 августа в два часа ночи был снесён "главный" памятник Ленину в Мариуполе[67].

#### АР Крым
- Зуя. Снесён памятник Ленину[68]. Позже он был восстановлен.

#### Харьковская область

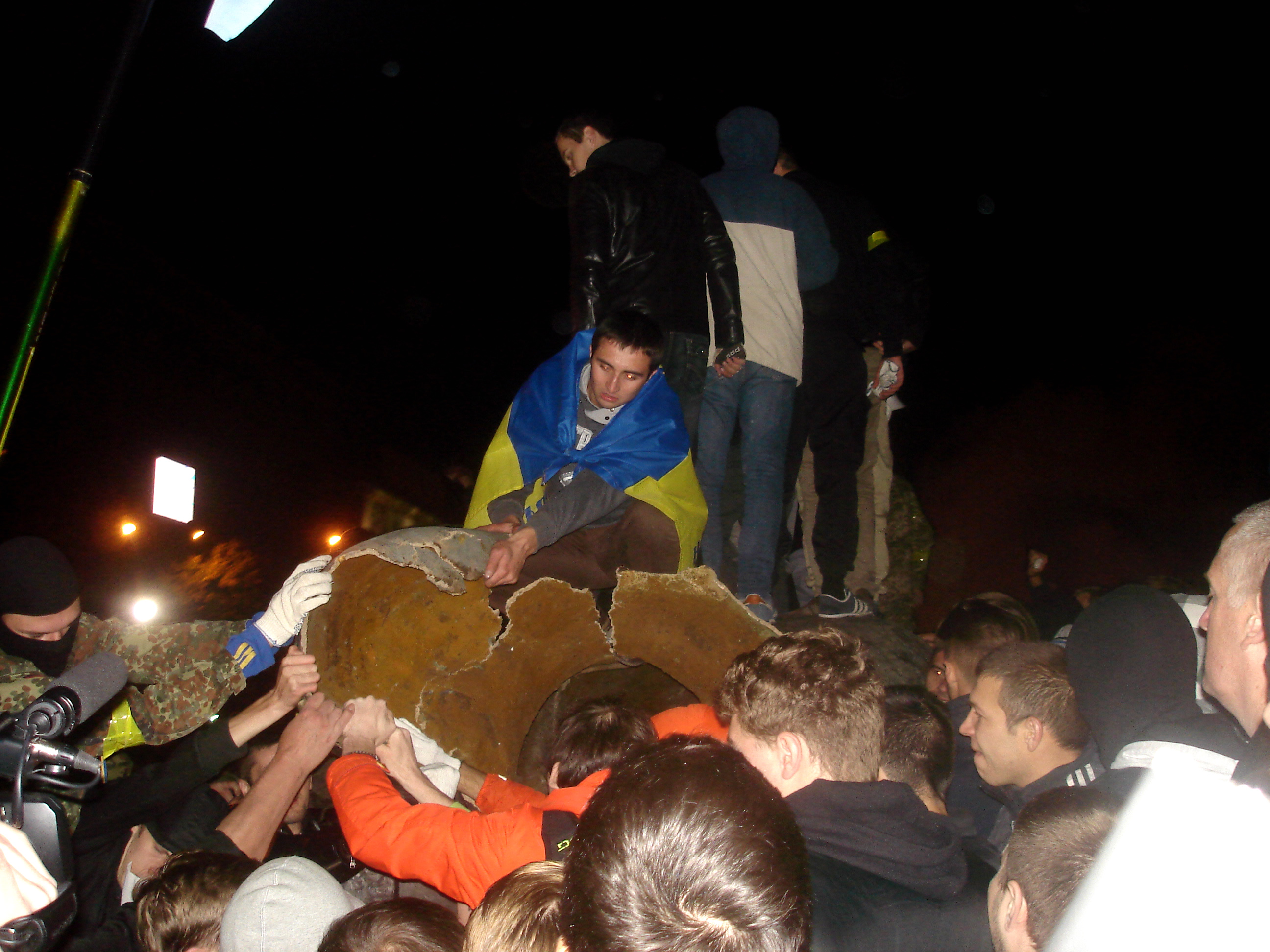
Уничтожение памятника Ленину в Харькове

- Харьков. Снесён активистами 28 сентября 2014 года[69][70].

### 2015

#### Николаевская область
- В Новом Буге снесли один из трёх памятников Ленину[71].
- В селе Новоюрьевка Новобугского района неизвестные свалили памятник Ленину[72].

#### Одесская область
28 января в Подольске решением городского совета демонтирован.
Ночью 25 января 2015 года в селе Нерубайское активисты сбросили с постамента бетонный памятник Ленину, в результате чего он раскололся на куски.

#### Запорожская область
- В Запорожье, на территории военного городка памятник сняли с постамента с помощью троса, после чего он раскололся[74].
- В Бердянске люди в камуфляже повалили памятник, при падении которого была отбита рука[75][76].
- Мелитополь самый первый город по Запорожской области, в котором власть начала сносить памятники Ленину[источник не указан 3315 дней].

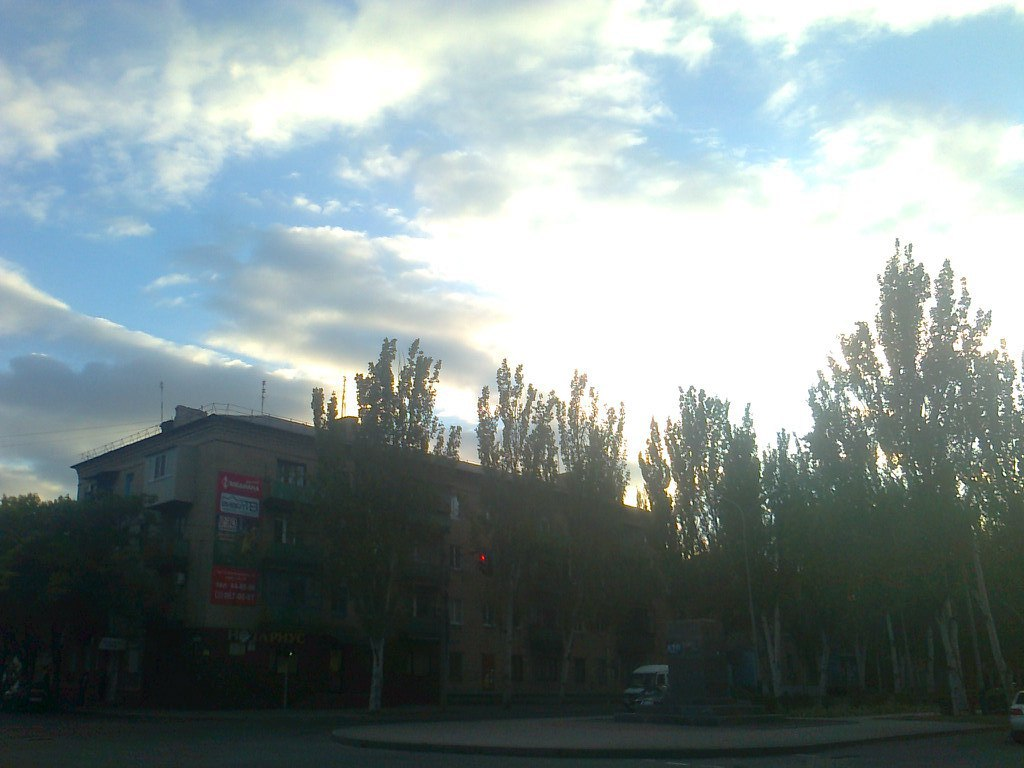
Мелитополь

#### Днепропетровская область
- 10 апреля 2015 года, возле Дворца культуры «Энергетик» в Днепропетровске. По словам очевидцев, неизвестные молодые люди забрались на постамент, набросили на статую трос, прикрепили его к УАЗику и стащили памятник с пьедестала[77].
- 26 июля в посёлке Мелиоративное бойцами батальона «Айдар» был снесён памятник Ленину[78]. Снос сопровождался конфликтом с жителями посёлка.

#### Донецкая область
- В Краматорске 17 апреля 2015 года жителями города снесён памятник Ленину[79].
- В Славянске 3 июня 2015 года активисты «Правого сектора» снесли памятник Ленину[80]
- 3 июля 2015 года во исполнение закона Украины «Об осуждении коммунистического и национал-социалистического (нацистского) тоталитарных режимов на Украине и запрете пропаганды их символики» (закон № 317-VIII)[81] решением Константиновского городского совета № 6/58-1035 от 25.06.2015 г. демонтирован памятник Ленину в Константиновке[82].
- В Бахмуте 10 июля 2015 года памятник Ленину был демонтирован коммунальными службами города[83].
- В Селидово 3 сентября 2015 года памятник Ленину был демонтирован коммунальными службами города[84].

#### Луганская область
- В июле по решению городской администрации в Северодонецке, специалистами и местными жителями памятник Ленину был демонтирован.
- 31 июля был демонтирован памятник Ленину в городе Рубежное в соответствии с решением сессии городского совета от 2 июля текущего года[85].
- В конце августа памятники Ленину были демонтированы в Лисичанске, Приволье и Новодружеске. На месте памятника в Приволье запланирован памятник шахтерам[86].

#### Херсонская область
- 25 июня 2015 года активистами из Каховки, Новой Каховки и Херсона был уничтожен памятник Ленину в Бериславе[67][87].
- 16 июля был демонтирован памятник Ленину в Геническе согласно решению сессии городского совета от 17 января текущего года[88].
- 14 августа был снесён памятник Ленину в посёлке городского типа Великая Александровка[89].

### 2016

#### Донецкая область
- 6 января снесен памятник Ленину в Дзержинске(Торецке)[90].
- 4 июня взрывом уничтожен памятник Ленину в Макеевке, подконтрольной ДНР[91][92].

#### Одесская область
- 12 февраля в Измаиле согласно распоряжению городского головы от 8 февраля был демонтирован коммунальными службами памятник Ленину возле здания городского совета.[93]

#### Запорожская область
- 14 марта начат снос самого большого на Украине (на момент уничтожения) памятника Ленину в Запорожье. (Памятник внесён в реестр памятников монументального искусства местного значения)[94]. 17 марта монумент был демонтирован силами коммунальных служб города. На удаление памятника ушло более суток, которые были потрачены на монтажные работы.

#### Черниговская область
- 8 октября демонтирован последний в области памятник Ленину в Новгороде-Северском[95].

### 2017

#### Винницкая область
- 11 марта демонтирован последний в области памятник Ленину в Терешках[96].

#### Киев
- 12 мая снесен последний памятник Ленину в Киеве[97].

## Карта сноса памятников
— Город Киев, в которых памятник демонтирован / частично демонтирован / не сносился с 8 декабря 2013 года по настоящее время
   — областные центры Украины, в которых памятник демонтирован / частично демонтирован / не сносился с 8 декабря 2013 года по настоящее время
   — города, в которых памятник демонтирован / частично демонтирован / не сносился с 8 декабря 2013 года по настоящее время
   — сёла, посёлки посёлки городского типа, в которых памятник демонтирован / частично демонтирован / не сносился с 8 декабря 2013 года по настоящее время
 — областные центры Украины, в которых памятник демонтирован с 26 августа 1991 года по 8 декабря 2013 года

## Возвращение памятников
В 2022 году в ходе вторжения России на Украину во время российской власти на территории города Геническ, на главной площади был вновь поставлен памятник Ленину (отличающийся от ранее снесённого). 30 апреля 2022 года в Новой Каховке россиянами был вновь установлен памятник Ленину.
Также ко дню рождения Владимира Ленина были восстановлен памятник в селе Никольском (Донецкой области). К 105-й годовщине Октябрьской революции в Мелитополе россияне поставили обратно главный памятник Ленину в городе.
В декабре 2022 года российской властью к 100-летию со дня основания СССР был возвращён на старое место памятник в Светлодарске.

## Оценки
- Представитель Русской православной церкви Питирим (Волочков) одобрил ленинопад, заявив[102]:Снос памятника Ленину, скорее всего, будет единственным плюсом нынешних украинских событий
- Американский историк Юрий Фельштинский сказал[103]:

Со стороны кажется, что после российского вторжения в Крым ситуация в Украине резко изменилась. И если до марта 2014 года Украина действительно была расколота 50 на 50 примерно, то сейчас впервые, как мне кажется, этого раскола нет. Новая Рада впервые сумела избавиться от коммунистов, которые являлись олицетворением стремлений избирателя вернуться в Советский Союз. Эти избиратели до сих пор не поняли, что СССР уже нет. Не случайно те демонстрации, которые мы видели после аннексии Крыма на востоке и на юго-востоке Украины, организовывались на площадях вокруг памятников Ленину, с красными знаменами с серпом и молотом. То, что сейчас происходит в Украине - то, что было подстегнуто российской агрессией – это столкновение новой Украины и старого Советского Союза, к которому нынешняя Россия пытается вернуться с помощью Украины, захватив часть ее территорий.
Мне непонятно, почему только сейчас в разных городах Украины начинают сносить памятники Ленину; почему все эти 24 года они продолжали стоять; почему госадминистрации независимой страны их не снесли раньше?

### Сообщения западной прессы
- «First the president, now Lenin: Stunning map reveals 100 statues of Soviet leader have been toppled in Ukraine», Daily Mail 25 February 2014
- «Ukraine protesters topple Lenin statue in Kiev», The Guardian, 8 December 2013
- «Leninopad, Ukraine’s Falling Lenin Statues, Celebrated As Soviet Symbols Toppled Nationwide», The World Post, 24 Feb. 2014
- «Ukraine crisis: Lenin statues toppled in protest», 22 Feb. 2014
- Карта павших памятников Ленину: бизнес или идеология?[неавторитетный источник]